# Communauté de communes de Limagne d'Ennezat
La communauté de communes de Limagne d'Ennezat est une ancienne communauté de communes française, située dans le département du Puy-de-Dôme en région Auvergne-Rhône-Alpes.

## Histoire
Ce fut un des premiers EPCI créés en Auvergne, faisant suite au SIVOM d'Ennezat, constitué en 1966 pour la construction du foyer-logement.
Les Martres-d'Artière et Malintrat ont intégré la communauté de communes en 2011.
Le projet de schéma départemental de coopération intercommunale (SDCI) du Puy-de-Dôme, dévoilé le 5 octobre 2015, proposait la fusion avec les communautés de communes Riom-Communauté et Volvic Sources et Volcans ; cette nouvelle intercommunalité comprendra trente-deux communes (hors fusions), dont huit en zone de montagne, pour une population d'environ 64 000 habitants, supérieure à 50 000 pour que cette future structure puisse devenir une communauté d'agglomération.
À la suite de la fusion de deux communes de Riom-Communauté (Cellule et La Moutade formant la commune nouvelle de Chambaron sur Morge), ce nombre de communes est ramené à 31.
Adopté en mars 2016, le SDCI ne modifie pas ce périmètre. Un arrêté préfectoral du 12 décembre 2016 prononce la fusion de ces trois communautés de communes, prenant le nom de « Riom Limagne et Volcans ».

## Territoire communautaire

### Géographie
La communauté de communes est située dans la plaine de la Limagne, au nord-est de l'agglomération clermontoise. Elle jouxte la communauté d'agglomération Clermont Communauté au sud-ouest, ainsi que les communautés de communes Riom-Communauté à l'ouest, Nord Limagne au nord, Limagne Bords d'Allier au nord-est, Entre Dore et Allier à l'est et Billom-Saint-Dier - Vallée du Jauron au sud-est.
Elle constitue l'une des neuf intercommunalités du pays du Grand Clermont.
Le territoire communautaire est desservi par l'autoroute à deux numéros A71-A89, depuis les échangeurs de Riom et de Gerzat ; la route départementale 210 est l'une des principales routes desservant l'intercommunalité (Saint-Beauzire, Chappes, Ennezat, Surat, et au-delà vers Thuret, Randan et Vichy), ainsi que la D 224 reliant Riom à Maringues via Entraigues et Saint-Laure.

### Composition
La communauté de communes est composée des quatorze communes suivantes :
| Nom                   | Code Insee | Gentilé        | Superficie (km2) | Population (dernière pop. légale) | Densité (hab./km2) |
| --------------------- | ---------- | -------------- | ---------------- | --------------------------------- | ------------------ |
| Ennezat (siège)       | 63148      | Nazadais       | 18,31            | 2 496 (2014)                      | 136                |
| Chappes               | 63089      |                | 10,21            | 1 635 (2014)                      | 160                |
| Chavaroux             | 63107      | Chavarounaires | 3,98             | 475 (2014)                        | 119                |
| Clerlande             | 63112      | Clerlandais    | 8,31             | 529 (2014)                        | 64                 |
| Entraigues            | 63149      |                | 9,72             | 634 (2014)                        | 65                 |
| Lussat                | 63200      |                | 9,17             | 915 (2014)                        | 100                |
| Malintrat             | 63204      | Malintraires   | 8,16             | 1 086 (2014)                      | 133                |
| Les Martres-d'Artière | 63213      | Martrois       | 14,96            | 2 146 (2014)                      | 143                |
| Martres-sur-Morge     | 63215      | Martrois       | 8,22             | 644 (2014)                        | 78                 |
| Saint-Beauzire        | 63322      |                | 16,08            | 2 107 (2014)                      | 131                |
| Saint-Ignat           | 63362      |                | 15,37            | 843 (2014)                        | 55                 |
| Saint-Laure           | 63372      |                | 6,89             | 638 (2014)                        | 93                 |
| Surat                 | 63424      | Suratois       | 8,73             | 561 (2014)                        | 64                 |
| Varennes-sur-Morge    | 63443      | Varennois      | 4,93             | 409 (2014)                        | 83                 |

### Démographie
| 1968  | 1975  | 1982  | 1990   | 1999   | 2008   | 2013   |
| ----- | ----- | ----- | ------ | ------ | ------ | ------ |
| 6 797 | 7 987 | 9 580 | 10 873 | 11 309 | 13 665 | 14 873 |

## Administration

### Siège
Le siège de la communauté de communes est situé à Ennezat.

### Les élus
La communauté de communes est gérée par un conseil communautaire composé de 33 membres représentant chacune des communes membres.
Ils sont répartis comme suit :
| Nombre de délégués | Communes |
| ------------------ | --- |
| 4                  | Ennezat |
| 3                  | Chappes, Les Martres-d'Artière, Saint-Beauzire                                                                              |
| 2                  | Chavaroux, Clerlande, Entraigues, Lussat, Malintrat, Martres-sur-Morge, Saint-Ignat, Saint-Laure, Surat, Varennes-sur-Morge |

### Présidence
Le conseil communautaire du 23 avril 2014 a élu son président, Claude Boilon (maire de Chappes), et désigné ses vice-présidents qui sont :
1. Christian Arveuf, maire de Lussat ;
2. Annick Davayat, maire de Varennes-sur-Morge ;
3. Alain Deat, maire d'Entraigues ;
4. Sylvie Moignoux, 1re adjointe au maire de Clerlande ;
5. Fabrice Magnet, maire d'Ennezat ;
6. Marie-Laure Redon, 1re adjointe au maire de Saint-Ignat.

### Compétences
L'intercommunalité exerce des compétences qui lui sont déléguées par les communes membres.
La communauté de communes exerce les deux compétences obligatoires suivantes, « ouvrant droit à la DGF bonifiée » :
- développement économique :
  - création, aménagement, entretien et gestion des zones d'activité économiques d'intérêt communautaire (Biopôle Clermont-Limagne à Saint-Beauzire), zones d'activités des Champiaux à Ennezat, Champ de Garay à Saint-Beauzire, Les Bords de Morge à Saint-Laure, Les Vorts à Chavaroux),
  - actions de développement économique : commercialisation des zones d'activités communautaires, gestion des équipements nécessaires au fonctionnement et au développement des entreprises, ou aménagement de locaux ;
- aménagement de l'espace communautaire : schémas de cohérence territoriale et de secteur, réalisation d'une charte architecturale et paysagère, de la zone d'aménagement concerté d'intérêt communautaire du Biopôle Clermont-Limagne).

Les autres compétences avec DGF bonifiée sont :
- création ou aménagement et entretien de voiries d'intérêt communautaire ;
- politique du logement social d'intérêt communautaire et actions d'intérêt communautaire et actions par des opérations d'intérêt communautaire en faveur des personnes défavorisées ;
- élimination et valorisation des déchets ménagers et assimilés.

Autres compétences :
- actions sociales d'intérêt communautaire ;
- enfance et jeunesse ;
- éducation, sports et culture ;
- transports scolaires ;
- habitat ;
- mise en valeur de l'environnement ;
- petit patrimoine d'intérêt communautaire ;
- tourisme ;
- zones de développement éolien.

### Régime fiscal et budget
La communauté de communes applique la fiscalité professionnelle unique. Pour l'année 2015, les taux d'imposition étaient les suivants : taxe d'habitation 9,11 %, foncier bâti 0,208 %, foncier non bâti 3,65 %, cotisation foncière des entreprises 24,11 %.

## Projets et réalisations
- Logements sociaux à Ennezat et aux Martres-d'Artière
- Aire de covoiturage au Biopôle
- Locaux communautaires, inaugurés en 2013[Off 4]